# Platyrinchus saturatus
Platyrinchus saturatus là một loài chim trong họ Tyrannidae.